# Gomes Farias
Raimundo Gomes Farias, ou simplesmente Gomes Farias (Ipu, 23 de Março de 1937), é um locutor esportivo, radialista, político e publicitário brasileiro. É tio do também locutor esportivo e radialista João Bosco Farias, que é seu colega na Rádio Expresso.

## Carreira
Gomes Farias entrou no mundo do rádio em 1958 ao ser aprovado em um concurso para locutor esportivo em meio a centenas de candidatos, na Rádio Dragão do Mar. Teve ainda passagens pela Rádio Uirapuru e Rádio Assunção Cearense, chegando à Rádio Verdes Mares no ano de 1970. Além da Verdinha, também narrava alguns jogos pela Rádio Tamoio do Rio de Janeiro.
Gomes Farias é conhecido em todo o Brasil pelo jeito de narrar peculiar repleta de termos regionais e bom humor como por exemplo "Tu mata o Goleiro!", "Tá na Peia", "Tome, Tome, Tome, Tome... Tome bola", "Se vão imitar? Não sei!" (em referência aos gols, aos quais se pergunta se o que acabara de narrar será repetido), "É ou não é", "Encalca", "Amarra as almas, negada!" "Chuva nas coivaras", "Tomando na tarraqueta" (em referência a um time que enfrenta e perde para os clubes cearenses), "meteu", além de bordões destinados aos três principais clubes de Fortaleza: "Time pai d'égua" (para o Ceará), "Time macho" (para o Fortaleza) e "Time arretado" (para o Ferroviário). Para a Seleção Brasileira, é destinada o bordão "Seleçãozinha pai d'égua". "Gosto de assistir aos jogos na arquibancada, sempre que eu posso. É lá que você aprende muita coisa interessante. Aprendi com a torcida", relata.
Numa entrevista em um blog na internet, Gomes Farias anunciou que vai se aposentar em 2014, após a Copa do Mundo FIFA de 2014.
Em 11 de junho de 2018, às vésperas da Copa do Mundo, Farias deixa a Verdes Mares e ingressou no Grupo Cidade de Comunicação passando a trabalhar na Jovem Pan News Fortaleza e também na AM Cidade. Farias permaneceu no Grupo Cidade até outubro de 2024 quando se transferiu para a Expresso FM.

## Curiosidades
O humorista Tom Cavalcante homenageia o locutor cearense através de seu personagem João Canabrava. Segundo o próprio personagem, era uma forma de homenagear Gomes Farias por ser o locutor mais rápido do Brasil.
A Rede Bandeirantes fez um convite para Gomes Farias trabalhar na Televisão. Um dirigente foi para Fortaleza, mas não acabou acertando, preferindo não sair do Ceará.
Foi deputado estadual do PSDC, onde no seu quarto mandato consecutivo conseguiu 20.483 votos.